# Райнсберг (Німеччина)
Райнсберг (нім. Reinsberg) — громада в Німеччині, розташована в землі Саксонія. Входить до складу району Середня Саксонія.
Площа — 49,75 км2. Населення становить 2810 ос. (станом на 31 грудня 2020).